# フィルムランド
株式会社フィルムランド（FILM LAND INC.）は、映画の企画・製作、映画の配給・宣伝・買付、クリエイターのマネージメント、TV・WEBコマーシャルの企画・制作、映像作品・キャラクターに関する商品化事業、モバイル・WEBコンテンツの企画・制作を行っている会社。

## 配給作品
| 作品名                 | 公開日時      | 種類       | 外部サイト |
| ---------------------- | ------------- | ---------- | ---------- |
| 破れたハートを売り物に | 2015年2月28日 | 短編映画集 |            |
| もち                   | 2020年7月4日  | 映画       | [ 1 ]      |
| 生きちゃった           | 2020年10月3日 | 映画       |            |
| 茜色に焼かれる         | 2021年5月21日 | 映画       |            |

## 所属クリエイター
- 森義隆（監督）
- 木村 暉（脚本）